# Afroboletus azureotinctus
Afroboletus azureotinctus är en svampart som beskrevs av Watling 1993. Afroboletus azureotinctus ingår i släktet Afroboletus och familjen Boletaceae.   Inga underarter finns listade i Catalogue of Life.